# Ein ernstes Leben

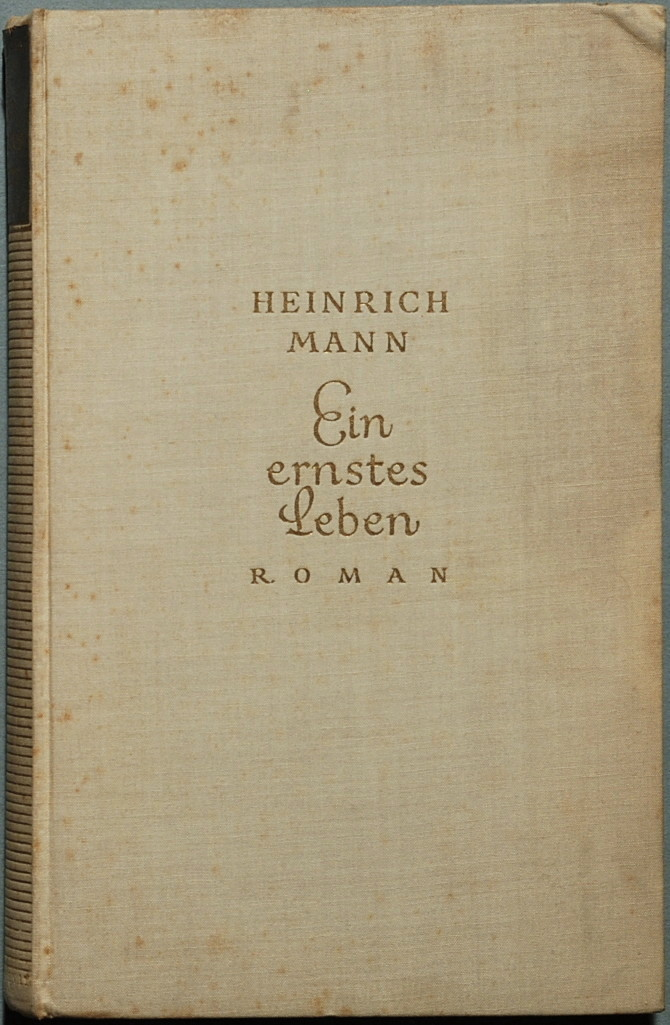
Einbandgestaltung des Erstdrucks

Ein ernstes Leben ist ein Entwicklungsroman von Heinrich Mann, geschrieben in der ersten Hälfte des Jahres 1932 und erschienen am 4. November desselben Jahres.

## Inhalt
Marie, Tochter eines Trunkenbolds und einer Landarbeiterin, kämpft gegen die Armut an und wird aus Barmherzigkeit zur Diebin. Kraft der Liebe ihres Freundes Mingo und besonders kraft eigener Besinnung löst sich Marie aus den Verstrickungen.

## Figuren
Warmsdorf
- Marie Lehning
  - Elisabeth Lehning, Maries Mutter
- Mingo Merten, Maries Freund

Berlin
- Kurt Meier aus Berlin W15, Lietzenburger Straße 21
- Viktoria Meier (auch: Vicky)
  - Rechtsanwalt Ignaz Bäuerlein, Syndikus (auch: Syndi, Igi), Vickys Gatte
- Kriminalkommissar Kirsch
- Adele Fuchs, Besitzerin der Tanzbar „Harem“ in der Uhlandstraße, nahe beim Kurfürstendamm

## Handlung

### Feldarbeit in Lackschuhen
Schön sind sie alle, die Töchter des Ehepaares Lehning im Seebad Warmsdorf bei Lübeck. Frieda Lehning hat es geschafft. Sie ist heraus aus der windschiefen Kate, in der Marie mit ihren Eltern und Geschwistern lebt. Der Schein trügt. Nach einem Abtreibungsversuch mit der Stricknadel stirbt Frieda. Mutter Lehning packt der Zorn.
Schon mit dreizehn Jahren geht Marie mit ihrem Freund Mingo, einem „unvernünftigen, verwöhnten“ Fischerssohn. Die Lehnings sind nicht einmal Fischer, sondern nur Landarbeiter. Die Liebesbeziehung zwischen Marie und Mingo hält aber – allen Widrigkeiten zum Trotz – über den ganzen Roman hinweg. Mingo erlernt in Lübeck das Tischlerhandwerk.
Bei einem nächtlichen Sturm holt sich die Ostsee die Kate. Vater Lehning ertrinkt in den Meereswogen. Marie kommt im „Diakonissenheim“ unter. Ihr wird eine Lehrstelle als Schneiderin in Lübeck vermittelt. Als Maries Mutter einen Schlaganfall erleidet, muss Marie das tun, was sie nie im Leben wollte: Sich bei einem Bauern als Landarbeiterin verdingen, um „für ihre kleinen Geschwister zu sorgen“. Als Marie 18 Jahre alt ist, marschiert der 17-jährige Kurt Meier in Lackschuhen auf dem Acker daher. Marie kennt den jungen Herrn. Vor zehn Jahren musste sie ihn und seine Zwillingsschwester Vicky am Strand von Warmsdorf beaufsichtigen, um die Familienkasse ein wenig aufzubessern. Kurt gibt zu, der Reichtum seiner Eltern war nicht von Dauer. Wie ein Strohfeuer war er nur während der Inflation aufgeflackert. Vicky hat eine gute Partie gemacht. Ihr Gatte Ignaz Bäuerlein ist Syndikus in Berlin. Der arme Kurt allerdings wurde in Berlin in ein Diebstahlsdelikt hineingezogen und musste das Weite suchen. Marie legt beim Bauern ein gutes Wort für Kurt ein. Er darf als Feldarbeiter untertauchen. Als Kurt mit der stattlichen Marie schlafen möchte, setzt diese ihre überlegenen Muskelkräfte, durch jahrelange Feldarbeit antrainiert, ein und stemmt den „Liebhaber“ einfach aus, bis dieser, in der Luft über ihr „schwebend“ und „zappelnd“, einen „Weinkrampf“ bekommt.
Kriminalkommissar Kirsch aus Berlin spürt Kurt selbst an der Ostsee auf. Kirsch will von Kurt den „großen blauen Stein“, der Frau Adele Fuchs entwendet wurde. Kurt behauptet, er habe „den Ganoven bloß den Tip gegeben“. Kirsch reist unverrichteter Dinge ab. Kurt erzählt Marie, dass er so etwas wie der Gigolo der „alten Bordellwirtin“ Adele sei. Die alte Schreckschraube habe ihn bei der Polizei verpfiffen.

### Muttchen Puttchen Nuttchen
Vickys Ehe ist kinderlos. Trotzdem wird sie vom Ehemann Bäuerlein „Muttchen“ oder auch gleich „Muttchen Puttchen Nuttchen“ gerufen. Vicky besucht Kurt auf dem Lande. Kurt will zurück nach Berlin. Bäuerlein möchte, dass Kurt bis zum Ende seiner „Bewährungsfrist“ Berlin meidet. Vicky verbindet mit Kurt mehr als bloße Geschwisterliebe. Sie ist eifersüchtig auf Adele und auch auf Marie. Kurt will Marie nach der Erniedrigung erst recht besitzen. Also bittet er Vicky, sie solle Mingo verführen. Vicky, die unfruchtbar ist, aber ein Kind möchte, tut ihm den Gefallen. Nun vermag Kurt eine Marie zu schwängern, die über die Untreue ihres Mingo sehr erzürnt ist. Mingo, der sich mit Marie verloben wollte, heuert aus Verzweiflung „als Matrose auf einem Überseedampfer“ an und ist monatelang fort. Der Bauer will Marie heiraten, und sie soll sagen, das Kind wäre seines. Marie bringt einen Knaben zur Welt. Kurt will nach Berlin. Marie bestiehlt den Bauern, um nach Verkauf des Diebesguts Kurt die Reise zu ermöglichen. Zuvor hatte sie dem Bauern schon Nahrungsmittel entwendet, um den Heißhunger ihrer Mutter, die im Armenhaus Brodten liegt, zu stillen. Als Marie Kurt auf der Reise nach Berlin ein Stück Weges begleitet, wird sie in Lübeck bei einem Warenhausdiebstahl – sie stiehlt Schuhe für Kurt – ertappt. Kurt macht sich aus dem Staube. Der „Schnellrichter“ verurteilt Marie „zu vier Wochen“. Marie, die die Strafe nicht sogleich abbüßen muss, wirft sich vor den Zug. Die Lok bricht ihr nur den Fuß. Vicki, die Maries Kind ganz allein für sich haben will, kommt nach Lübeck und überredet die junge Mutter, bei ihr in Berlin als Hausschneiderin zu arbeiten. Marie sieht nach den Diebstählen keine Zukunft mehr für sich in Lübeck und Umgebung und fährt mit.
Vicky, die den „großen blauen Stein“ hat, richtet es so ein, dass Adele ihr blaues Schmuckstück bei Marie im Nähkästchen findet. Adele erpresst daraufhin Marie. Die junge Mutter Marie, „groß, vollschlank“, „naturblond, nordische Rasse“, muss als „Bardame“ im „Harem“ für Adele arbeiten. „Kurt ist mein Süßer“, stellt Adele klar. „Der gehorcht mir“. Ihrerseits von Marie erpresst, setzt die kinderlose Adele am 15. Mai 1931 Kurt als ihren Erben ein. Allerdings darf der Begünstigte Marie nicht heiraten.
Kurt ist eifersüchtig auf Vicky, weil sich diese einen bekannten Schauspieler zum Liebhaber genommen hat. Kurt flüchtet von Adele zu Marie. Adele ist willens, ihr Testament zu ändern.
Mingo, der Seemann, taucht in Berlin auf. Er möchte Marie endlich heiraten und dem Kind „einen ehrlichen Namen“ geben. Vicky aber entführt das inzwischen sechs Monate alte Kind. Die schlaue Vicky verübt die Tat nicht selbst.

### Ermordung einer Bordellwirtin
Vicky steckt mit Adele unter einer Decke. Adele – eifersüchtig auf Kurt und Marie – macht für Vicky die Drecksarbeit. Doch Kommissar Kirsch weiß Bescheid. Das entführte Kind befindet sich in der Zehlendorfer Villa einer gewissen Adele Fuchs. Marie, halb wahnsinnig, fordert von Adele die Herausgabe ihres Kindes. Adele leugnet dreist. Marie durchschaut Vicky. Außer sich, geht sie zu der wahren Kindesentführerin. Vicky schießt auf Marie und verletzt sie an der Hüfte. Kommissar Kirsch, der gute Geist im Roman, bringt das Kleinkind in Sicherheit. Bäuerlein erreicht, dass es der Mutter „auf Grund ihres Gewerbes entzogen“ wird. Das Kind kommt in einem Berliner Vorort in Pflege. Mingo kümmert sich um die schussverletzte Marie. Mingos Vater will den Sohn an seiner Fischerei beteiligen, und Mingos Mutter ist mit der Ehe von Mingo und Marie einverstanden. Marie möchte aber nicht gleich nach Warmsdorf, sondern will erst noch ihre neueste Erbschaft mitnehmen. Adele hat Kurt enterbt und Marie bedacht. Kurt, bleich vor Zorn, hat den Vorgang verfolgt. Adele wird ums Leben gebracht. Mingo gerät unter Mordverdacht und flieht mit Marie nach Warmsdorf. Kommissar Kirsch folgt dem flüchtenden Paar und verhindert Maries Suizid. Mingo ist unschuldig. Der Kommissar hat den Mörder. Der Leser muss annehmen, Kurt war der Täter.

## Zeitroman
Nach Wilpert hat Brentano den Zeitroman bestimmt als erweiterten Gesellschaftsroman. Im Zeitroman wird ein Bild der Gesellschaft, des Geistes, der Kultur, der Politik und der Ökonomie einer Zeit gleichsam auf einen Rundhorizont gemalt. Im Falle des Romans Ein ernstes Leben handelt es sich um das Bild jener Zeit, die aus dem Text direkt ablesbar ist. Dieser Handlungszeitraum reicht von vor der Inflation, also von ca. 1922 bis zum November 1931.

## Entwicklungsroman
Der Weg Maries von der „Blarrmarie“, der dummen Bauerntrine, der „dämlichen Deern“, zur selbstbewussten jungen Mutter in der Großstadt verläuft nicht geradlinig. Während eines schmerzlichen Erkennungsprozesses muss Marie erfahren, wie hinterhältig ihre Gegenspielerin, die reiche Rechtsanwaltsgattin Vicky, ist.

## Zitat
Man soll sich nicht ausbeuten lassen, es endet schlimm.

## Selbstzeugnisse
- Heinrich Mann habe „den Stoff empfangen in Nice, 1931“.[4]
- Heinrich Mann schreibt Anfang Januar 1932 während der Niederschrift des Romans aus Nizza an Maximilian Brantl nach München, er versuche „die Ungunst der Zeit durch Arbeit zu besiegen“.[5]
- Ein ernstes Leben ist ein Werk, „das mehr oder weniger der Roman meiner geliebten Verstorbenen ist“, bekennt Heinrich Mann im Dezember 1944 im kalifornischen Exil nach dem Tode seiner zweiten Frau Nelly.[6]

## Reminiszenz
Hermann Kesten erinnert sich: 1937 erzählte ihm Nelly Kröger, „sie habe ihr Leben auf sein [Heinrich Manns] Drängen aufgeschrieben, er habe das Manuskript gelesen, sehr gerühmt und ins Kaminfeuer geworfen. Dann … setzte sich der Heinrich hin und schrieb mein ganzes Buch nochmals, den Roman ‚Ein ernstes Leben’“.

## Verfilmung
1977 wurde der Roman unter dem Titel Die Verführbaren mit Gisela May verfilmt, 1992 noch einmal unter dem Titel Endstation Harembar mit Susanne Lüning.